# 安登银
安登银（20世纪—20世纪），四川凉山金陽人，中华人民共和国政治人物。
担任凉山南部沙马宣抚司土司。曾任凉山州政协副主席。1954年，当选第一届全国人民代表大会代表。